# 필리프 쿠바
필리프 쿠바(체코어: Filip Kuba, 1976년 12월 29일 ~ )는 체코의 은퇴한 아이스하키 선수로 포지션은 수비수이다. 내셔널 하키 리그(NHL)의 플로리다 팬서스, 미네소타 와일드, 탬파베이 라이트닝, 오타와 세너터스 소속으로 뛰었으며, NHL 올스타전에 1회(2004) 참가했고, 체코 국가대표 선수로서 올림픽에 2회 출전하여 동메달 1개 획득했고, 2001년 세계 아이스하키 선수권 대회에서 우승했다.